# LAV Perpinyà-Figueres
La Línia d'Alta Velocitat ferroviària Figueres-Perpinyà és una línia ferroviària internacional d'alta velocitat que comunica la Catalunya del Nord (França) amb Catalunya (Espanya).
Els treballs van començar el 15 de novembre de 2004 i la línia es va obrir el 15 de desembre de 2013.
La línia connecta entre les xarxes ferroviàries francesa i espanyola i té una longitud total de 44,4 kilòmetres, hi inclou un túnel de 8,3 km sota els Pirineus. És l'únic tram de la xarxa d'alta velocitat espanyola construït en règim de concessió i peatge.
A l'extrem sud enllaça amb la LAV Madrid-Saragossa-Barcelona-Frontera Francesa i a l'extrem nord amb la línia de LAV Montpeller-Perpinyà.
La línia té un pendent màxim de l'1,2% i està habilitada per al trànsit de trens de passatgers i de mercaderies.
El contracte de construcció va ser adjudicat el 17 de febrer de 2004 al consorci TP Ferro, integrat per les constructores Eiffage de França i Dragados d'Espanya.
El cost estimat de construcció és de € 1100 milions i el grup constructor gestionarà la línia durant cinquanta anys. A més rebrà un subsidi públic de € 540 milions aportats entre la Unió Europea, França i Espanya.
Aquesta línia ateny un temps de viatge dels trens de passatgers entre París i Barcelona de 5:35 hores.

### Túnel del Pertús
Vegeu també article: Túnel del Pertús
Túnel de 8,3 km que permet el pas de trens d'alta velocitat. La boca sud és a un altitud de 175 metres, al terme de la Jonquera, a l'Alt Empordà, mentre que la boca nord és a 95 metres, al terme de Montesquiu d'Albera, al Rosselló a la Catalunya del Nord. Dels 8,3 km del túnel enterament a Catalunya, 0,97 km són a l'estat espanyol i els 7,35 km a l'estat francès.
És un túnel amb dos tubs, un per a cada sentit de circulació, comunicats cada 200 metres mitjançant 41 galeries per a evacuacions i emergències.

## Situació entre febrer de 2009 i desembre de 2010

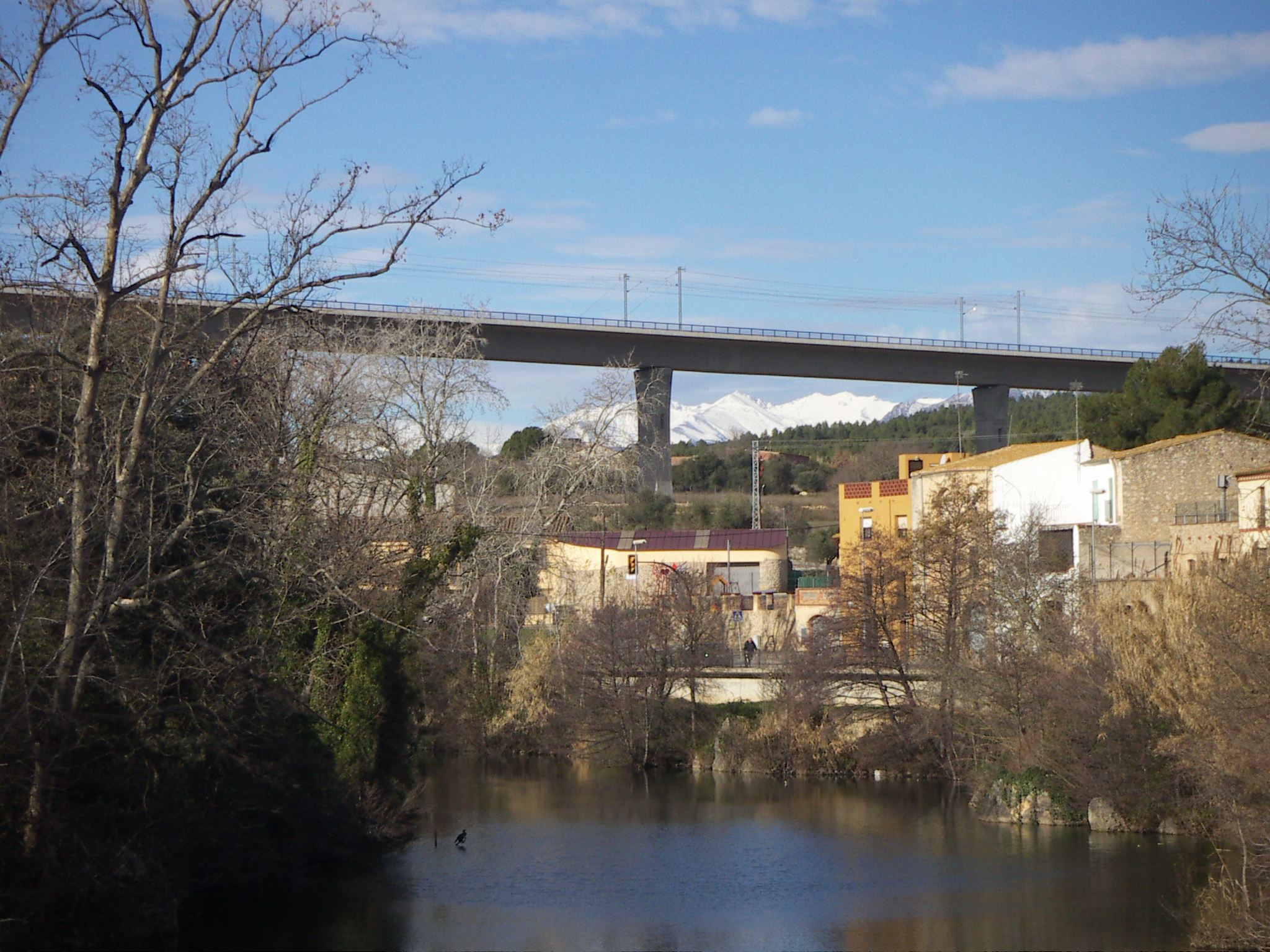
Viaducte sobre el riu Muga al poble de Pont de Molins.

La infraestructura va ser lliurada per la constructora TP Ferro el 17 de febrer de 2009 conforme als terminis de construcció establerts en el contracte.
L'extrem nord és connectat amb la xarxa clàssica francesa, cosa que permetia accedir a l'ALV des d'aquest extrem de la línia d'alta velocitat Montpeller-Perpinyà.
L'extrem sud (a la Catalunya del sud) era desconnectat de qualsevol xarxa ferroviària, com que la LAV Perpinyà-Figueres s'acabava al mig del camp al qual havia d'arribar la LAV des de Barcelona, de la qual la construcció es va retardar.
Això va fer que en la pràctica la nova LAV era inutilitzable i derivarà probablement en compensacions a la constructora o eventualment en una extensió del termini de la concessió.

## Situació des de desembre de 2010
El servei de passatgers a través d'aquesta línia finalment va començar el diumenge 19 de desembre de 2010, però els mateixos arriben a la banda espanyola només fins a l'Estació de Figueres-Vilafant a causa de la manca de continuïtat de vies d'ample UIC cap al sud. Des d'allà i fins a la ciutat de Barcelona s'ofereix un servei ferroviari per la xarxa espanyola d'ample de via ibèric, ja que a l'estació arriben vies d'ample UIC des del nord i vies d'ample ibèric  des del sud.
El tram des del límit sud (costat Espanya) de la concessió de TP Ferro i l'Estació de Figueres Vilafant és part de la LAV Madrid - Saragossa - Barcelona - Frontera Francesa habilitada entre Madrid i Barcelona i en construcció entre Barcelona i Figueres. L'habilitació d'aquest últim tram està prevista per a la primavera de l'any 2013 (concretament el mes d'abril).
Un cop finalitzat el tram Barcelona-Figueres de la LAV seran possibles serveis de passatgers a través d'aquesta línia amb temps de viatge entre París i Barcelona de 5:35 h (la qual cosa no és competència per a les aerolínies). No obstant això els temps de viatge entre Barcelona i el sud de França (per ex. Barcelona-Marsella i Barcelona-Tolosa) seran competitius de la mateixa manera que el trajecte Perpinyà - Madrid que es realitzarà en aproximadament 3:50 h.
Actualment Adif (Espanya) i SNCF Réseau (França) han autoritzat la circulació dels tipus de trens:
- TGV Duplex Daysee (sense comandament múltiple)
- Sèrie 100
- Sèrie 252
- Sèrie 256
- Sèrie 319

## Serveis TGV en l'horari 2011
Tal com Guillaume Pepy, president de SNCF, va anunciar el febrer del 2010 a Barcelona, SNCF operarà trens TGV sobre la LAV Perpinyà-Figueres des de 2010. Començant amb el canvi de serveis el 19 de desembre de 2010, SNCF estendre el recorregut de dos dels cinc TGV entre París i Perpinyà fins a Figueres, on els viatgers podran transbordar als trens d'ample ibèric que arriben a Barcelona.

## Servei de comunicació previst pel 2013
Després de diverses posposicions, va quedar al descobert que a més de raons tècniques (fàcilment a resoldre), l'autèntic motiu pels retards en l'obertura de la línia era de caràcter polític, recaient en que RENFE vol oferir serveis des de França. El país gal creia que el servei que ofereix l'operadora espanyola no era a l'alçada de la qualitat i seguretat que són necessàries per circular per França i Europa.

## Darreres notícies el 2012
Segons un comunicat de la companyia ferroviària francesa SNCF, la connexió directa (sense canvi de tren o transbordament) entre Barcelona i París, començaria a partir de mitjans del mes de desembre de 2013. La Generalitat va confiar que amb l'obertura d'aquesta línia d'alta velocitat, es recuperessin les destinacions directes a altres ciutats europees com Milà, Ginebra, Zúric, Torí o Hamburg, que ja s'havien ofert en el passat des de la capital catalana, i de pas s'obrissin noves línies a altres ciutats com Brussel·les, Amsterdam, Roma, Viena, Frankfurt o Berlín.

A mitjà termini també s'esperava l'obertura de la connexió directa amb Londres mitjançant l'Eurostar i a través de l'Eurotúnel. El principal escull per obrir una línia ferroviària directa amb Anglaterra, és l'obligació que imposen les autoritats de controlar exhaustivament tots els passatgers amb destinacions a les Illes Britàniques, amb l'exigència d'un control a les estacions d'embarcament europees (com ja passa a París o Brussel·les) similars als que hi ha als aeroports, amb control de maletes i cos mitjançant escànners, i una andana exclusiva per pujar a l'Eurostar, separada per pantalles o barreres de la resta de l'estació.

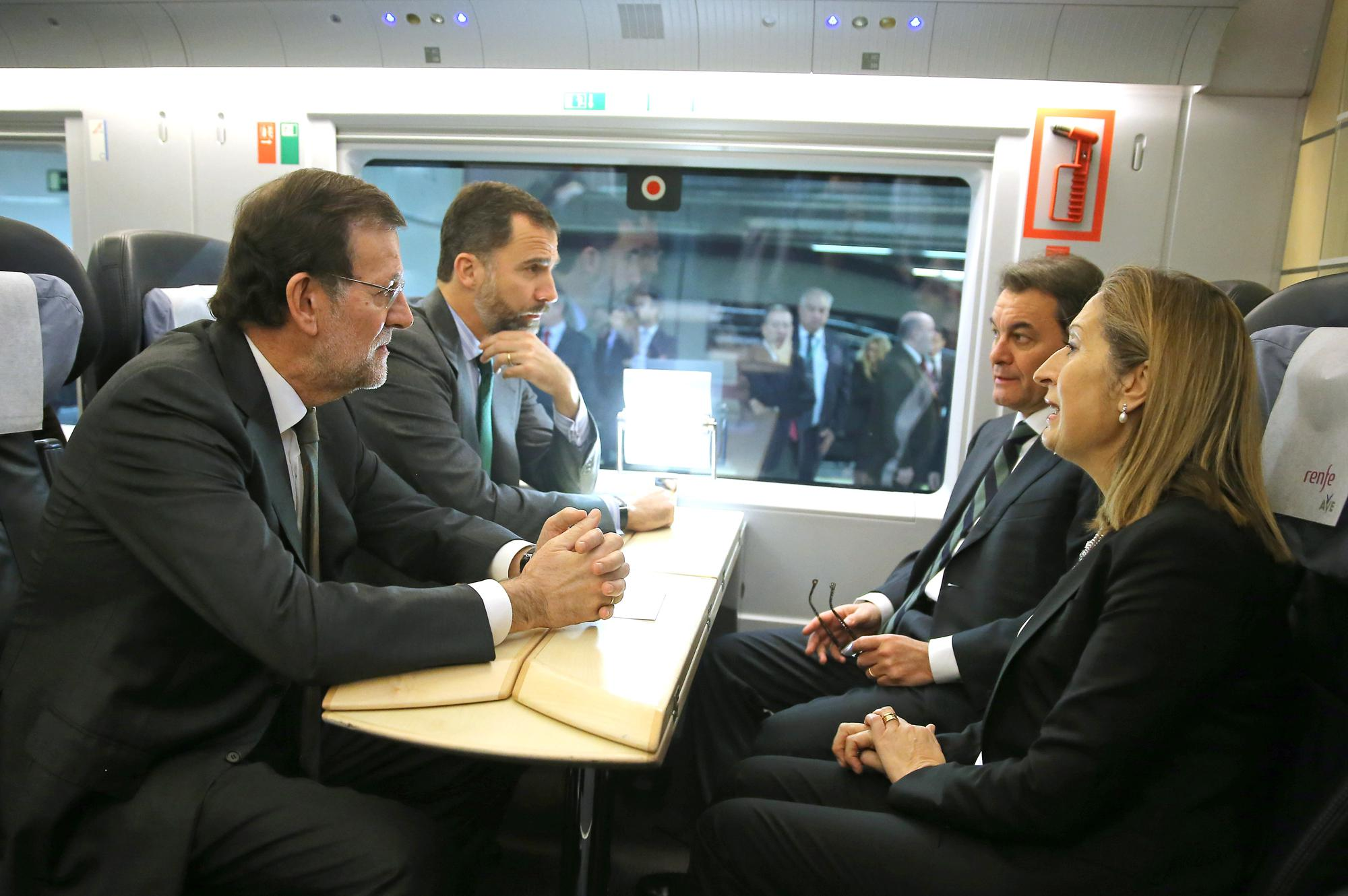
Viatge inaugural de la línia d'alta velocitat Barcelona-Figueres-Frontera francesa: Artur Mas, president de la Generalitat, Mariano Rajoy, president del govern d'Espanya, el rei Felip, príncep d'Astúries, i Ana Pastor, ministra de Foment.

## Línies LGV (França)
- LGV Atlantique
- LGV Est
- LGV Interconnexió Est
- LGV Méditerranée
- LGV Nord
- LGV Rhin-Rhône
- LGV Rhône-Alps
- LGV Sud-Est